# کارد (فیلم)
«کارد» (هلندی: Het Mes) یک فیلم است که در سال ۱۹۶۱ منتشر شد.